# John Glanville
Sir John Glanville, né vers 1586 à Tavistock et mort le 2 octobre 1661, est un homme politique anglais. Il préside le Court Parlement de 1640 peu avant la Première révolution anglaise. Homme de principe, député consciencieux et attaché à défendre les prérogatives du Parlement, il prend néanmoins partie pour les Royalistes durant la guerre civile, et est emprisonné à la tour de Londres par les parlementaires.

## Biographie
Fils de juge, il étudie le droit à Lincoln's Inn et est appelé au barreau en 1610. En 1614 il devient recorder (juge) à Plymouth. Il est élu député de la ville de Liskeard (en Cornouailles) à la Chambre des communes du Parlement d'Angleterre pour le parlement de cette même année, siégeant en même temps que son frère aîné Francis. Il y prend la parole entre autres pour estimer que le nouvel ordre de baronets créé par le roi Jacques Ier est illégal. Le roi dissout rapidement le parlement lorsque les députés tardent à lui voter des subsides, et gouverne sans parlement durant plus de six ans. John Glanville se consacre durant ce temps à sa carrière de barrister (avocat), puis est élu député de Plymouth pour le parlement de 1621. Il est un député actif, reconnu déjà par ses pairs comme un expert en procédures judiciaires. En février, il argue contre la dîme imposée aux pêcheurs pauvres de sa circonscription. Il s'oppose également au projet de la Compagnie de la Nouvelle-Angleterre de s'arroger un monopole de pêche sur les côtes coloniales d'Amérique du Nord, et argue pour la liberté de pêche dans la région. Opposé aux monopoles de manière plus générale, il accuse par exemple la Compagnie des Indes orientales de détourner des métaux précieux et de provoquer une pénurie de monnaie dans le royaume. Il estime par ailleurs qu'il est du rôle de la Chambre des communes d'examiner avec sérieux toute pétition déposée par un sujet anglais,.
En décembre, il prend la parole avec Robert Phelips pour critiquer la tentative du roi de dicter l'agenda du Parlement ; le monarque souhaite voir celui-ci lui accorder des subsides sans se préoccuper d'autres questions. Il insiste sur la nécessite pour la Chambre de défendre ses prérogatives. Réélu député de Plymouth pour le parlement de 1624, il y défend à nouveau les habitants de cette ville en présidant la commission de rédaction d'une proposition de loi contre les exactions commises par les autorités douanières, même si la proposition n'est finalement pas adoptée. Il parvient cette fois, par contre, à faire adopter une loi pour les droits des pêcheurs en Amérique du Nord, et s'inquiète en passant de l'autonomie législative dont jouissent les colons de Nouvelle-Angleterre. En mars, il se prononce contre le vote de fonds pour une éventuelle guerre contre l'Espagne, arguant que le gouvernement doit d'abord présenter clairement à la Chambre ses projets en la matière.
Il est réélu pour les parlements consécutifs de 1625, 1626 et 1628. Il défend à nouveau les prérogatives du Parlement, insistant que celui-ci a pour rôle d'examiner les griefs de la population et que le roi ne doit pas hâter la Chambre vers le vote de subsides. Le gouvernement le punit en le contraignant d'embarquer comme secrétaire lors de l'expédition navale anglaise de 1625 contre le port espagnol de Cadix. Pour autant, en avril 1626, John Glanville recommande à la Chambre de faire parvenir au nouveau roi Charles Ier une remontrance dénonçant sa tentative de brider la liberté de débat des députés. En juin, lorsque les communes rédigent une remontrance contre les abus de pouvoir de George Villiers, duc de Buckingham et proche du roi, ils y mentionnent l'envoi contraint de Glanville à Cadix.
Durant le parlement de 1628, il soutient la proposition du député John Eliot pour la rédaction d'une loi affirmant que nul ne peut être taxé ni emprisonné en dehors du cadre prévu par la législation, et que le roi doit respecter la loi dans ces domaines. Face à l'hostilité du monarque, il se range finalement derrière la proposition d'Edward Coke, qui aboutit à la Pétition des droits. Il prend part à la préparation de celle-ci, qui réaffirme le principe de l’habeas corpus et le droit exclusif du Parlement de décider des impôts. En 1629, les désaccords entre les députés et la Couronne amènent Charles Ier à dissoudre le parlement, et à gouverner sans parlement durant onze ans.
En 1630, John Glanville est nommé recorder (juge) à Bristol. Il devient par ailleurs juge de paix pour le Wiltshire en 1637. En 1640, le roi a besoin de fonds pour poursuivre la Guerres des évêques contre les rebelles écossais, et convoque enfin le Parlement. Glanville siège comme député de Bristol, et est élu président de la Chambre des communes. Il prend parti fortement contre l'impôt décidé par le roi à l'endroit des habitants des régions côtières, destiné à financer la construction et l'entretien de navires de guerre. Plutôt que voter les crédits de guerre, ce parlement reprend ses tentatives pour restreindre l'usage arbitraire des prérogatives du monarque, et Charles Ier le dissout après trois semaines. Voyant en John Glanville un opposant, les agents du gouvernement l'empêchent d'atteindre l'enceinte de la chambre le jour de sa dissolution. C'est le « Court Parlement ».
Il est néanmoins fait chevalier en août 1641. Il n'est pas initialement membre du « Long Parlement », mais y est élu pour représenter Bristol lors d'une élection partielle en juin 1642. À cette date, les tensions sont telles que le roi a quitté Londres, et que la plupart des députés le soutenant ne siègent plus. La Première révolution anglaise éclate au mois d'août. En 1643, Sir John Glanville se range du côté des royalistes, et part rejoindre le roi à Oxford, mais ne semble pas avoir siégé au « Parlement bâtard d'Oxford ». En 1644, l'université d'Oxford lui octroie le titre de docteur en droit civil. De retour à Londres, il est capturé par les forces parlementaires, et est formellement destitué de son siège de député en septembre 1645. La même année, son troisième fils, Francis, est tué à Bridgwater en combattant du côté des royalistes contre l'armée parlementaire. Emprisonné à la tour de Londres, John Glanville est relâché en juillet 1648 contre paiement d'une lourde amende. Il s'installe dans le Hampshire. En janvier 1649 le roi est exécuté par le Parlement. Le Commonwealth d'Angleterre est institué, suivi en 1653 par le Protectorat d'Oliver Cromwell,.
John Glanville est élu député du village de St Germans en Cornouailles au Troisième Parlement du Protectorat en janvier 1659, mais en est expulsé en février, ayant été déclaré inéligible. Il meurt en octobre 1661, un an après la restauration de la monarchie.